# 木瀬三之
木瀬 三之（きせ さんし、生没年不詳）は、江戸時代前期の国学者。慶長から元禄にかけて生きたといわれる。通称作兵衛。山城国山科の出身。今井似閑、宮川松堅らが師事した。詠歌が宮川松堅編『倭歌五十人一首』に載せられている。

## 参考資料
- 松本節子「木瀬三之研究序」(『あけぼの』17巻3号)

| スタブアイコン | サブスタブ | この項目は、まだ閲覧者の調べものの参照としては役立たない、人物に関連した書きかけの項目です。この項目を加筆・訂正などしてくださる協力者を求めています（P:人物伝/PJ:人物伝）。 |